# Leptonetela kanellisi
Leptonetela kanellisi är en spindelart som först beskrevs av Christa L. Deeleman-Reinhold 1971.  Leptonetela kanellisi ingår i släktet Leptonetela och familjen Leptonetidae.
Artens utbredningsområde är Grekland. Inga underarter finns listade i Catalogue of Life.